# Ozimops ridei
Ozimops ridei és una espècie de ratpenat de la família dels molòssids. És endèmic de l'est d'Austràlia. S'alimenta principalment d'hemípters. Ocupa una gran varietat d'hàbitats. És una espècie en risc mínim, és a dir, no sembla que hi hagi cap amenaça significativa per a la seva supervivència.